# Stevie Richards
Michael Manna (* 9. Oktober 1971 in Philadelphia, Pennsylvania, USA) ist ein US-amerikanischer Wrestler.

## Karriere

### Anfänge
Trainiert wurde Manna von Mike Sharpe. Zuerst trat er in kleineren unabhängigen Promotionen, den sogenannten Independent Ligen wie der World Wide Wrestling Alliance, an.

### Extreme Championship Wrestling / World Championship Wrestling
Am 25. Februar 1992 hatte er sein Debüt bei der ECW. Dort war er anfänglich als Ravens „nasebohrendes Anhängsel“ bekannt und bildete später mit diesem ein Tag Team. Mit Raven durfte er dort zweimal den ECW World Tag Team Champion-Titel halten.
In der alten ECW war Manna auch für die Ligen-Hotline und dem telefonischen Kartenverkauf zuständig, für die er unter einem weiteren Pseudonym arbeitete.
Nach seiner Genesung unterschrieb er noch 1997 bei World Championship Wrestling. Dort blieb er jedoch nicht lange und verließ die Organisation bereits im Oktober des gleichen Jahres wieder.

### Extreme Championship Wrestling / World Wrestling Federation
Manna ging zurück zur ECW und begann dort berühmte Wrestler zu parodieren. So schuf er zum Beispiel eine Figur, die an die Wrestling-Legende Baron von Raschke angelehnt war und aus Düsseldorf stammte. Etwas später gründete er zusammen mit Nova und Da Blue Guy die bWo, eine Parodie auf die nWo in der WCW. Der Höhepunkt seiner ECW-Karriere war die Teilnahme beim ersten ECW-PPV Barely Legal 1997. Dort durfte er bei einem Three Way Dance-Match gegen Terry Funk und dem Sandman antreten. Der Sieger sollte im Anschluss gegen Raven um den ECW-Meistertitel antreten. Doch kurz vor diesem Match erlitt Manna aber eine langwierige Nackenverletzung, die zahlreiche Operationen nach sich zog und die noch heute immer wieder aufbricht. So schied Manna auch frühzeitig aus diesem Turnier aus.
Michael Manna gehörte der ECW bis Mitte August 1999 an.
Am 15. August 1999 gab er dann sein Debüt in der damaligen World Wrestling Federation. Nach kurzer Zeit wurde er dort als Manager eingesetzt.
Nach diversen Fehdenprogrammen wurde Manna dem Kader von RAW zugeteilt. Dort durfte er 22 Mal den WWE Hardcore Champion Titel erringen.
2004 ernannte er sich selbst zum General Manager (engl. etw. Leiter) der WWE B-Show Sunday Night Heat. Im Februar 2005 verletzte er sich bei einem Match gegen Chris Masters und erlitt einen Nasenbeinbruch. Manna hatte auch einen kurzen Auftritt als Teil der bWo beim 2005er WWE-Pay-Per-View ECW One Night Stand.
Im Juni 2005 wechselte er im Zuge des Besetzungswechsels zwischen RAW und SmackDown! vom RAW zum SmackDown!-Kader. Dort arbeitete er die meiste Zeit jedoch nur als Jobber. Aufgrund seiner Nackenproblemen war Richards ein halbes Jahr nicht mehr aktiv eingebunden. Sein Comeback feierte er kurz vor Wrestlemania 22.
Nach den WWE-Pay-Per-Views, dem ECW One Night Stand der Jahre 2005 und 2006, gab es im Sommer 2006 ein Comeback von Extreme Championship Wrestling, welche nun als Brand ECW angelegt worden war. So verließ Manna SmackDown auch im Sommer 2006 und ging zur ECW zurück.
Anfangs wurde Manna nur sporadisch eingesetzt und war häufig nur bei den Houseshows im Einsatz. Nach diversen Fehdenprogrammen (unter anderem mit CM Punk) wurde Manna Mitte 2006 ins Titelgeschehen eingebunden.
Ab September 2007 war er aufgrund seiner langwierigen Nackenverletzung wieder inaktiv. Im Februar 2008 gab Stevie Richards sein Comeback und durfte in seinem ersten Matches jedes Mal den Sieg erringen. Bei Wrestlemania 24 trat er in der 24 Mann Battle-Royal, dessen Gewinner noch am gleichen Abend ein Titelmatch auf den ECW Championship bekam, an. Am 15. August 2008 wurde Manna seitens der WWE entlassen.

### Independent / Total Nonstop Action Wrestling
Nach seiner Entlassung trat er zunächst für die Independent-Organisationen Maryland Championship Wrestling und NWA No Limits an.
Am 12. Februar 2009 debütierte er als Dr. Stevie bei TNA Impact, die von Total Nonstop Action Wrestling veranstaltet wird. Dort hatte er zunächst das Gimmick eines Therapeuten von Abyss und später von der Wrestlerin Daffney. Ab Juli 2010, nach einer sechs-monatigen Auszeit, wurde dieses Gimmick fallen gelassen und er trat wieder unter dem Namen Stevie Richards als Teil von EV 2.0, einer Gruppe aus ehemaligen ECW-Wrestlern, auf. Am 11. Januar 2011 verließ er TNA.
In worstelen
Als Stevie/Steven Richards
- Finishers
  - Stevie Kick (ECW/WWE/TNA) / Steven Kick (WWF/E) / Morality Check (WWF) (Superkick)
  - Stevie-T (Lifting double underhook DDT)
  - Signature moves
    - Double knee facebreaker
    - Hand raise appeal accompanied by a scream followed by a vertical suplex
    - Koji Clutch
    - Neckbreaker
    - Rat Trap (Full nelson camel clutch)
    - Reverse STO
    - Schoolboy
    - Single arm DDT
    - Sitout facebuster
    - Stevie Bomb (Sheer drop release powerbomb)
    - Snap suplex
    - Pumphandle Leg Low Blow
      - Als Big Stevie Cool
        - Finishers
          - Stevie Bomb (Sheer drop release powerbomb)
          - Stevie Kick (Superkick)

        - Signature moves
          - Sidewalk slam – parodieert van Kevin Nash
          - Snake eyes – parodieert van Kevin Nash

      - Als Dr. Stevie
        - Finishers
          - General Anesthesia (Cobra clutch with bodyscissors)

        - Signature moves
          - Superkick
          - Pumphandle Leg low Blow

## Titel und Erfolge

### Wrestling
- World Wrestling Entertainment
22× WWE Hardcore Champion
- Extreme Championship Wrestling
02× ECW World Tag Team Champion (mit Raven)
- Heartland Wrestling Association
01× HWA Heavyweight Champion
- National Wrestling Alliance
01× NWA 2000 Heavyweight Champion
01× NWA National Heavyweight Champion
- Maryland Championship Wrestling
01× MCW Tag Team Champion (mit Earl The Pearl)
- Mid Eastern Wrestling Federation
01× MEWF Heavyweight Champion

### Hall of Fame
- Maryland Championship Wrestling[6]